# Wolfgang Homberg
Wolfgang Homberg (* 18. April 1969 in Deutschland) ist ein ehemaliger deutscher Fußballspieler und heutiger Trainer.

## Spielerkarriere
Wolfgang Homberg begann seine Karriere 1988 in der zweiten Bundesliga bei der SG Union Solingen. Doch gleich in seiner ersten Saison musste er mit dem Klub absteigen, nachdem dieser sich 14 Jahre lang in der zweiten Liga gehalten hatte. In der Saison 1990/91 spielte er beim Amateurverein SC Brück, der später mit dem SC Viktoria Köln zum SCB Preußen Köln fusionierte. 1991 wurde Homberg vom Bundesligisten Borussia Dortmund verpflichtet. Dort konnte er sich gegen die große Konkurrenz wie Nationalspieler Thomas Helmer oder Günter Kutowski jedoch nie durchsetzen. Sein einziger Bundesligaeinsatz datiert vom 28. Spieltag am 14. März 1992, als die Borussia zuhause gegen den 1. FC Kaiserslautern mit 3:1 gewann. Abwehrspieler Homberg wurde dabei in der 81. Minute für Michael Lusch eingewechselt. Danach wechselte er zum Absteiger Fortuna Düsseldorf, die ein Jahr später direkt weiter in die Oberliga Nordrhein, damals die dritthöchste deutsche Spielklasse, abstiegen. Er ging daraufhin wieder zum SC Brück und qualifizierte sich mit ihm in der Oberligasaison 1993/94 für die neue Regionalliga. 2001 wechselte Homberg zum Kölner Amateurverein FC Eintracht Italia. Danach spielte er für den FC Wegberg-Beeck. 2003 kehrte er zum SCB Viktoria Köln zurück, die am Ende der Saison -jedoch von der Oberliga in die Verbandsliga absteigen sollten. Nach jeweils einer weiteren Saison beim Bonner SC und nochmals SCB Viktoria Köln -beendete Wolfgang Homberg im Jahr 2006 seine Karriere als Spieler.

## Trainerkarriere
Während seiner aktiven Zeit beim Bonner SC fungierte Wolfgang Homberg im Jahre 2004 kurzzeitig auch selbst als Trainer und nach der Anstellung von Andrzej Rudy arbeitete er an dessen Seite als Spieler und Co-Trainer weiter. Nach Rudys Entlassung wurde er wieder zum Interimstrainer bis Saisonende. Anfang 2007 trainierte er zusammen mit Thomas Klimmeck seinen ehemaligen Verein SCB Viktoria Köln. Schon nach wenigen Wochen stieg er allerdings wieder aus, nachdem sich Teile der Mannschaft deutlich gegen ihn ausgesprochen hatten.

## Sonstiges
- Wolfgang Homberg gehörte zur Traditionsmannschaft von Bayer 04 Leverkusen.[4]